# 大鋳
株式会社大鋳（だいちゅう）は、かつて存在した大阪府高槻市に本社を置く工作機械の製造販売会社。サノヤスホールディングスの子会社。

## 概要
金属表面処理の一種であるショット・ブラストマシンの製造販売を手がける。本社および工場が高槻市に、九州支店が福岡県行橋市に、宮崎県日向市に宮崎工場がある。2010年には、マルカキカイと合弁でインドネシアへの進出が報道された。

## 社史
- 1957年 - 大阪市天王寺区で創業、当時の社名は大鋳商会
- 1962年 - 株式会社化
- 1977年 - 高槻市へ移転
- 2015年 - サノヤスホールディングスの子会社となる。
- 2019年4月1日 - サノヤス・エンジニアリング株式会社に合併し解散。